# Euclid Avenue (Cleveland)
Ne doit pas être confondu avec Euclid Avenue (IND Fulton Street Line).

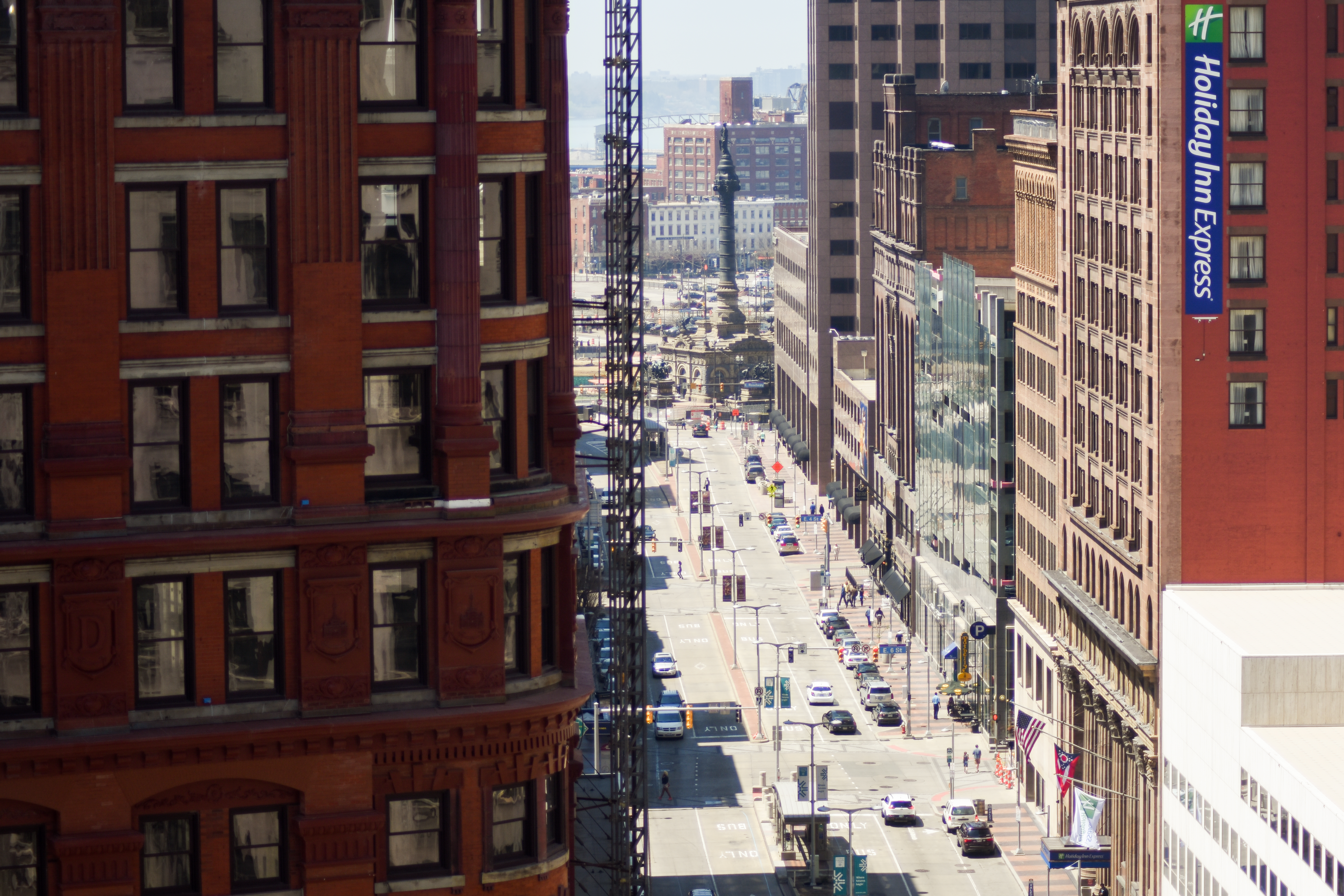
Euclid Avenue, Cleveland.

Euclid Avenue est l'une des principales avenues de Cleveland, principale ville de l'Ohio. Mesurant 30,4 km, elle part de Public Square et s'étend jusqu'à la ville de Willoughby, en passant par East Cleveland, Euclid et Wickliffe. 
Surnommée « Millionnaire's Row », ''Euclid Avenue a accueilli de nombreux hôtels particuliers, construits entre les années 1860 et 1920, ainsi que le Cleveland Trust Company Building (1907).
Aux États-Unis, les premiers feux — bicolores — de signalisation électrique seront installés à l'intersection de la 105e rue et de l'avenue Euclide, le 5 août 1914.